# Pilatusbahn
De Pilatusbahn is een tandradspoorweg in Zwitserland. De Pilatusbahn bestaat uit een 4,6 km lang smalsporig traject van Alpnachstad naar de berg Pilatus. Hierbij wordt een hoogteverschil van 1629 meter overwonnen. De maximale stijging is 48%, waarmee het de steilste tandradbaan ter wereld is.
De Pilatusbahn maakt gebruik van het tandradsysteem Locher. Dit tandradsysteem is een ontwikkeling van de Zwitserse constructeur en bouwmeester Eduard Locher-Freuler.
De verbinding werd op 4 juni 1889 geopend en is in 1937 geëlektrificeerd.

## Trivia
Van de oorspronkelijke stoomlocotieven zijn er nog twee bewaard gebleven.
- Wagen 9 staat in het Verkehrshaus der Schweiz in Luzern
- Wagen 10 staat ter bezichtiging in het Deutsches Museum in München.